# Helena Ekblom
Helena "Lena" Sophia Ekblom (Melankärr, 24 de junio de 1790 – 1859), conocida como Predikare-Lena ('Predicadora-Lena') y Vita jungfrun  ('Doncella Blanca') fue una escritora y predicadora sueca.

## Biografía
Helena Ekblom nació en Mellankärr en la parroquia de Santa Ana en Östergötland, hija del marinero Jacob Ekblom (m. 1804) y Brita Jansdotter (m. 1806).
Afirmó tener su primera revelación religiosa a la edad de nueve años. Cuando su madre y su hermana murieron poco después, en 1806, tuvo un derrame cerebral que afectó permanentemente el movimiento lateral izquierdo de su cuerpo, así como su expresión del habla. También afirmó experimentar visiones espirituales. Fueron estos sucesos los que iniciaron su actividad como predicadora espiritual. Sus sermones se centraban en sus propias visiones apocalípticas de la dicha de los virtuosos y el castigo de los pecadores. Sus sermones se hicieron populares y atrajeron a grandes multitudes, y comenzó a deambular para dirigirlos y se convirtió en predicadora ambulante. Se sabía que Lena Ekblom era muy particular con su vestimenta e insistía en dirigir sus sermones siempre impecablemente vestida de blanco, razón por la cual llegó a ser conocida popularmente como Vita jungfrun o 'Doncella Blanca'.
A principios del siglo XIX, la actividad religiosa fuera de la iglesia estatal estaba prohibida de acuerdo con la Ley del Conventículo, y las autoridades finalmente se interesaron por su actividad cuando sus seguidores se volvieron lo suficientemente numerosos como para causar disturbios. En 1807 fue arrestada. Cuando el clero no logró convencerla de que se adaptara a la doctrina de la Iglesia, fue internada en el manicomio de Vadstena. Ella escapó la misma noche que la ingresaron allí y continuó sus sermones. También captó seguidores entre gentes de mayor nivel social. Del mismo modo atrajo enemigos y, al menos, en una ocasión fue objeto de violencia. La arrestaron y la llevaron a Kalmar, pero la liberaron. En agosto de 1808, fue trasladada nuevamente al manicomio de Vadstena y esta vez encadenada para que no pudiera escapar. Fue tratada con la indulgencia suficiente que le permitió escribir su trabajo Den andeliga striden, una autobiografía donde hace una descripción de cinco visiones espirituales. En 1810, fue liberada de las cadenas así como de cualquier trato severo por orden del rey, aunque no fue liberada.
En 1828, finalmente fue liberada del asilo y reanudó su actividad como predicadora ambulante. Ella todavía iba vestida de blanco durante sus sermones. Durante este tiempo, según los informes, estuvo visiblemente marcada por los abusos a los que fue sometida en el asilo, pero también se sometió a un estilo de vida ascético, como insistir en dormir en el suelo. Consideró sus visiones y sueños como apariciones divinas, que le dieron el llamado y el derecho de contribuir al Reino de Dios en la Tierra. Ekblom se caracteriza a menudo como una representante de la llamada "enfermedad de la predicación" de su tiempo, y reunió seguidores que contribuyeron al creciente avivamiento cristiano en la Suecia del siglo XIX.
En 1846, la parroquia de Svinhult concedió a Helena Ekblom una pensión anual y, a partir de 1853, vivió en la casa de acogida de Svinhult. Durante sus últimos años, se sintió confundida y murió congelada en la nieve en el invierno de 1859.
Ekblom ha sido descrita en la historia como peligrosa y mártir cristiana. Su libro se publicó en varias ediciones hasta 1920.

## En ficción
Helena Ekblom es el tema de una novela: Predikare-Lena ('Preacher-Lena') de Tore Zetterholm, (1974).
Se la ha sugerido como posible modelo a seguir para el personaje principal de la novela Amorina de Carl Jonas Love Almqvist (1822).

## Obras
- Den andeliga striden, wälment författad af Jungfru Helena Sophia Ekblom ('La batalla espiritual, escrita en buenas intenciones por Maiden Helena Sophia Ekblom')